# مارتن راوش
مارتن راوش هو لاعب هوكي الجليد سويسري، ولد في 15 يونيو 1965 في برن في سويسرا.

## وصلات خارجية
- مارتن راوش على موقع EliteProspects.com (الإنجليزية)
- مارتن راوش على موقع Eurohockey.com (الإنجليزية)
- مارتن راوش على موقع HockeyDB.com (الإنجليزية)